# رزندیل (میزوری)
رزندیل (به انگلیسی: Rosendale) یک شهر در ایالات متحده آمریکا است که در شهرستان اندرو، میزوری واقع شده‌است. رزندیل ۰٫۷۸ کیلومتر مربع مساحت و ۱۴۳ نفر جمعیت دارد و ۲۷۸ متر بالاتر از سطح دریا واقع شده‌است.